# 結城市
結城市（日语：／ Yūki shi */?）是位於茨城縣西部的一市。

## 地理
東經139度54分、北緯36度19分的位置。關東平野位置比較的平坦的土地。
- 河川:鬼怒川、田川（日语：田川 (利根川水系)）

産業有全國著名的「結城紬」。

### 隣接自治區
東有鬼怒川流經筑西市，南接古河市、八千代町、北西與栃木縣小山市交接。

## 历史
- 明治時代編入茨城縣。

### 沿革
- 1889年（明治22年）4月1日 - 町村制施行、結城郡包含現在的結城町、絹川村、江川村、上山川村、山川村同時誕生。
- 1954年（昭和29年）3月14日 - 絹川村編入結城町。
- 1954年（昭和29年）3月15日 - 結城町、上山川村、山川村、江川村等1町3村合併，改制為結城市。

## 地域

### 健康
- 平均年齢：男・40.5歳、女・43.0歳（2000年10月1日国勢調査）

### 教育
小学校
- 結城市立結城小学校
- 結城市立城南小学校
- 結城市立結城西小学校
- 結城市立城西小学校
- 結城市立絹川小学校
- 結城市立江川北小学校
- 結城市立江川南小学校
- 結城市立山川小学校
- 結城市立上山川小学校

中学校
- 結城市立結城中学校
- 結城市立結城東中学校
- 結城市立結城南中学校

高等學校
- 茨城縣立結城第一高等學校
- 茨城縣立結城第二高等學校
- 茨城縣立鬼怒商業高等學校

養護学校
- 茨城県立結城養護学校

## 名所、旧跡、観光、祭事

### 名所・旧跡・観光
- 弘經寺（日语：弘經寺 (結城市)）
- 山川不動尊
- 水野忠邦之墓
- 結城城跡（日语：結城城）
- 結城家御廟
- 結城傳統工藝館
- 市民情報中心（日语：市民情報センター）

### 祭事・催事
- 健田須賀神社夏季大祭（毎年7月第3個星期日～第4個星期日的8日內）